# Nikolaos Plastiras
Nikolaos Plastiras, gr. Νικόλαος Πλαστήρας (ur. 4 listopada 1883, zm. 26 lipca 1953) – grecki wojskowy i polityk.

## Życiorys
Syn Christosa Plastirasa. W 1909 brał udział w zamachu z Gudi. Sławę bohatera wojennego zyskał w czasie wojen bałkańskich; od tego czasu nosił przydomek „Czarnego Jeźdźca”. Od 1916 działał w wenizelistowskiej Obronie Narodowej. W tym samym roku walczył na froncie macedońskim, a następnie ochotniczo wziął udział w alianckiej interwencji antybolszewickiej w wojnie domowej w Rosji. Walczył w wojnie grecko-tureckiej 1919–1922, ugruntowując swoją sławę znakomitego oficera.
Po klęsce Grecji wziął udział w buncie wojska przeciwko królowi Konstantynowi i rojalistycznemu rządowi. Stanął na czele Komitetu Rewolucyjnego razem z gen. Stilianosem Gonatasem i płk Dimitriosem Fokasem. Organizatorzy protestu zażądali zrzeczenia się korony przez króla Konstantyna I oraz uwięzienia byłych premierów Dimitriosa Gunarisa i Nikolaosa Stratosa. Komitet przygotował ulotki, które rozrzucono następnie z samolotu nad Atenami; zawarto w nich postulaty abdykacji króla, powołania rządu, jaki byłby w stanie ograniczyć efekty klęski w Anatolii oraz rozwiązania parlamentu. Wprowadzenie stanu wyjątkowego, ogłoszone 26 września 1922 w Atenach, nie zmieniło sytuacji; zbuntowani wojskowi zyskali znaczne poparcie i dwa dni później weszli do stolicy, entuzjastycznie witani. Rząd złożył dymisję, zaś Konstantyn I zrzekł się (po raz drugi) korony na rzecz syna, Jerzego II. Premierem nowego rządu został Stylianos Gonatas. Plastiras odegrał decydującą rolę w stłumieniu kontrpuczu rojalistycznego. W 1924 junta wojskowa ogłosiła powstanie Drugiej Republiki Greckiej.
W marcu 1933 Plastiras stał na czele nieudanego zamachu stanu, jaki miał miejsce po przegranych przez wenizelistów wyborach. Zaocznie skazany na śmierć, zbiegł do Francji. Z zagranicy protestował przeciwko dyktaturze Metaksasa. W czasie okupacji Grecji był honorowym dowódcą EDES, chociaż nigdy nie przyjechał do kraju. Do Grecji wrócił w 1945, po stłumieniu przez Brytyjczyków powstania w Atenach (Dekemvriana). Pod naciskiem brytyjskim zgodził się zostać nowym premierem, jednak szybko musiał ustąpić. Również z polecenia brytyjskiego zawarł w lutym 1945 porozumienie z największą formacją partyzancką czasów okupacji, lewicowym ELAS, gwarantujące kary dla kolaborantów nazistowskich i integrację partyzantów w społeczeństwie powojennym w zamian za ich rozbrojenie. Porozumienie nie było w praktyce przestrzegane przez stronę rządową, która podjęła represje antylewicowe. W czasie wojny domowej w Grecji nie uczestniczył w życiu politycznym kraju.
Po zakończeniu walk ponownie wrócił do aktywności politycznej jako przywódca Narodowej Postępowej Unii Centrum. W latach 1950–1952 ponownie był premierem Grecji, stojąc na czele rządów koalicji partii centrowych. Jego rząd kontynuował represje wymierzone w członków i sympatyków Komunistycznej Partii Grecji. Zdaniem niektórych historyków, odmówił m.in. ułaskawienia Nikosa Belojanisa, mimo masowej kampanii na rzecz odwołania wydanego w jego procesie wyroku śmierci. Według innych źródeł Plastiras opowiadał się za ułaskawieniem Belojanisa, jednak ostateczna decyzja w tej sprawie należała do króla Pawła I. Premier deklarował zakończenie masowych represji wobec lewicy; faktycznie w okresie sprawowania przez niego urzędu skrócono część wydanych wcześniej wyroków lub zamieniono wydane wyroki śmierci na dożywotnie więzienie. Równocześnie jednak pozostawała w mocy ustawa z 1947 o inwigilacji środowisk lewicowych.
Latem 1952 Plastiras musiał odejść z urzędu premiera pod naciskiem Amerykanów, pod zarzutami niedostatecznych postępów w odbudowie kraju. W nowych wyborach nie zdołał po raz kolejny uzyskać mandatu poselskiego, w następnym roku zmarł.